# ジョグジャカルタ市
ジョグジャカルタ (インドネシア語: Kota Yogyakarta, Jogja, Yogya, Jogjakarta）は、インドネシアのジョグジャカルタ特別州の州都。
ジョグジャカルタ市は、伝統的なジャワ美術の中心地で、バティック、ラーマヤナバレエ、ドラマ、音楽、詩、ワヤン・クリ（人形の影絵芝居）などの文化があることで有名。インドネシア独立戦争の時、1945年から1949年までの間インドネシアの臨時首都だった。ジョグジャ・カルタは「平和の町」という意味で、ジョグジャは『ラーマーヤナ』物語のラーマ王子の国、アヨーディヤーにあやかって付けたといわれる。

## 概要
ジョグジャカルタ市は、面積は、32.5 km2。クラトン（王宮）を中心に発展したが、現代の中心地は、北部のオランダ植民地時代建物が少し残るエリアおよび同時代の商業地区である。マリオボロ通りは、露天商およびマーケット、モールがあり観光客が来るエリアである。また、スディルマン通り（ソロ通り）も主要な商店街である。マリオボロ通りの南端の東側には、Beringharjo という大きな市場がある。
スルタンの宮殿（ジャワ語でクラトン）は、ジョグジャカルタ市の中心部にある。クラトンの周囲は、スルタンの宮殿の敷地内であったところで、人口密度の高い居住地域である。古い痕跡として、1758年に造られた古い壁やタマン・サリ（水の宮殿）などが残されている。これらは、現在はスルタンによって使われないが、スルタンの家来の子孫が残留して居住していて、現在もスルタンに奉仕している。また、これらの地域の復元努力は2004年に始まり観光の名所となっている。

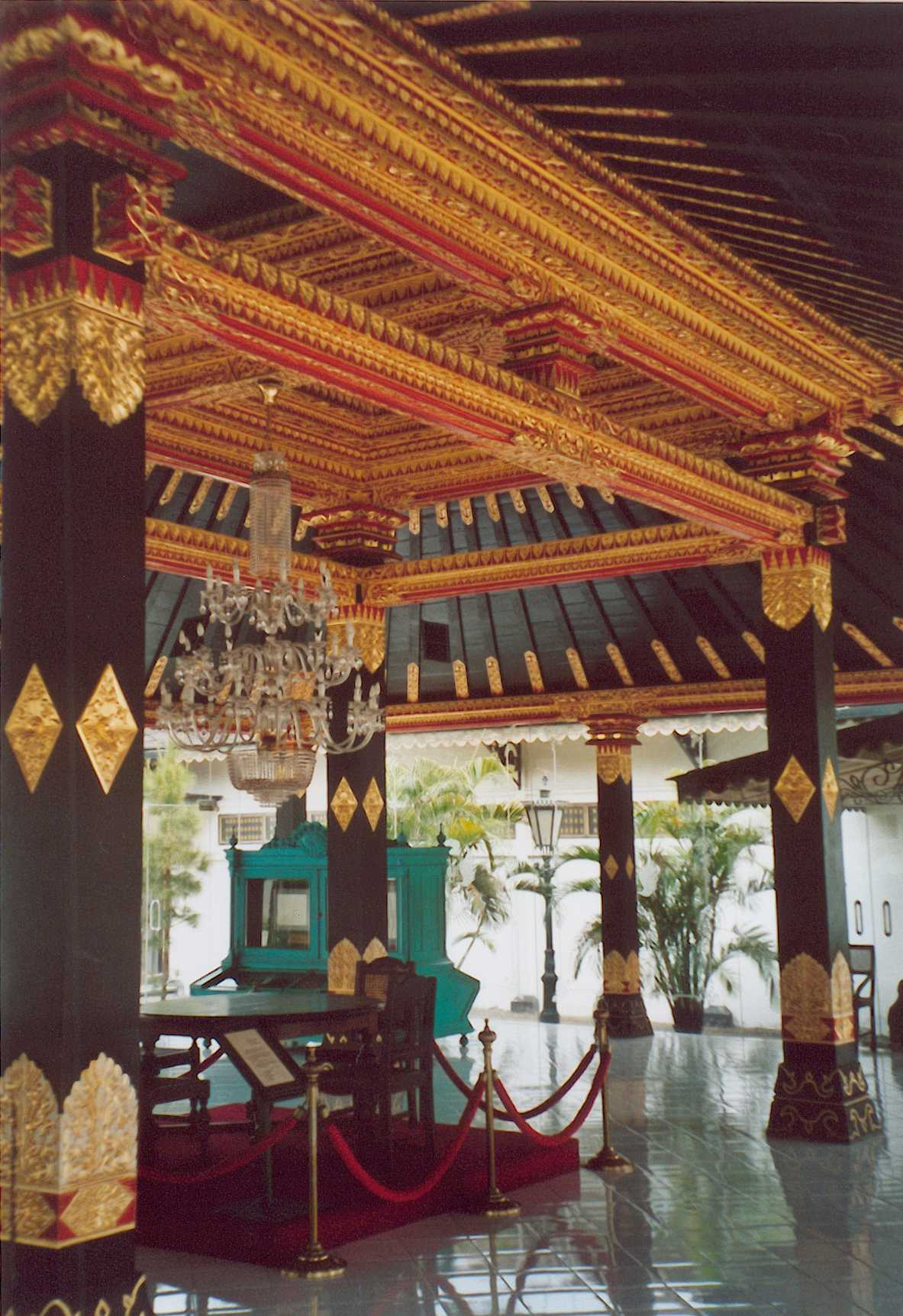
クラトン

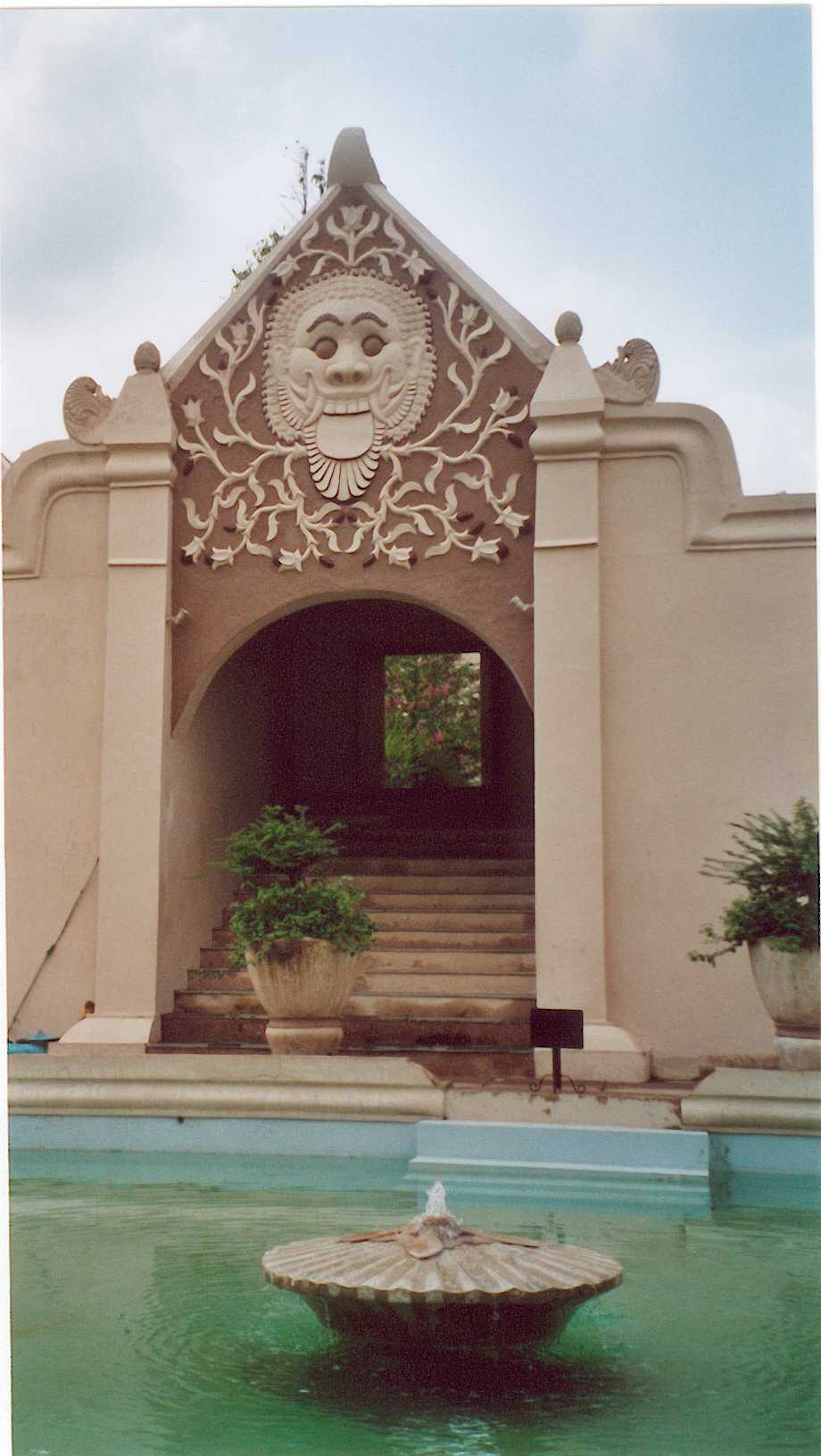
ウォータープレイス

## 行政区画
14の地域（郷）に分かれている。
1. ゴンドクスマン
2. ジェティス
3. テガルレジョ
4. Umbulharjo
5. Kotagede
6. Mergangsan
7. Ngampilan
8. Danurejan
9. クラトン
10. Wirobrajan
11. パクアラマン
12. Mantrijeron
13. Gedongtengen
14. Gondomananasa

## 歴史
インドネシア独立戦争の時に臨時首都となった。

## 文化

### アート
ジョクジャカルタは銀細工、影絵劇（ワヤン・クリ）で使われる操り人形、バティックの製作で知られている。また、スルタンの宮廷に展開したガムラン音楽でも知られている。

### 美術館
オランダからの独立戦争の間のジョクジャカルタの重要性のため、多くの記念物と美術館がある。Yogya Kembali、およびFort Vredeburgの二つの有名な美術館を含め、約11箇所の美術館がある。
サトリアマンダラ博物館（国軍博物館）は、戦闘機や戦車、兵器などを展示しており、街の東部にある。インドネシアがソビエト連邦寄りだった期間があったため、アメリカおよび英国の航空機とともにミグ15トレーナー（NATO designation Mongol）、ミグ17（フレスコ）、ミグ19（ファーマー）、ミグ21（フィッシュベット）、およびTu-16（バットギァー）などがある。また、インドネシアの独立戦争に活躍した日本製の練習機が2機屋外展示されている。

### 世界遺産
市はクラトンを中心とした延長6kmの南北方向の中軸線を基に築かれる。この中軸線は1755年にスルタンのハメンクブウォノ1世（マンクブミ）が指定したもので、両端はそれぞれ守護霊の棲む霊峰・ムラピ山と南海の女王（ニャイ・ロロ・キドゥル）がいるインド洋に向かっている。軸線およびそれに沿って配置されるランドマークはアニミズム、祖先崇拝および仏教、ヒンドゥー教、イスラム教など様々な宗教の影響を受けたジャワ文化の宇宙観、特に人の一生のサイクルを体現している。2023年にユネスコの世界遺産に登録された。

#### 登録基準
この世界遺産は世界遺産登録基準のうち、以下の条件を満たし、登録された（以下の基準は世界遺産センター公表の登録基準からの翻訳、引用である）。
- (2) ある期間を通じてまたはある文化圏において、建築、技術、記念碑的芸術、都市計画、景観デザインの発展に関し、人類の価値の重要な交流を示すもの。
- (3) 現存するまたは消滅した文化的伝統または文明の、唯一のまたは少なくとも稀な証拠。

## 交通
アジスチプト国際空港があり、インドネシア各地と結ばれている。2019年にはジョグジャカルタ国際空港が開港した。
鉄道は、ジャカルタ／バンドンとスラバヤ間のジャワを横切る2本の主要な鉄道路線のうちの1本が通っている。主要駅はTugu駅、ほかにLempuyangan駅がある。
市内を広く網羅する公営バスや、BRTのトランス・ジョグジャ他、ジャワ島の各都市やバリ島へのフェリーに連絡するバスなどある。また、タクシーの他、アンドン、ベチャなどの乗り物、そして多くの市民はオートバイや自転車を使う。

## 姉妹都市
- イポー、マレーシア
- チェンマイ県、タイ王国
- フエ、ベトナム
- 京都府、日本
- 京都市、日本
- 江北区 (ソウル特別市)、韓国
- 合肥市、中国
- バールベック、レバノン
- カザン、ロシア
- マンチェスター、イギリス
- ボン、ドイツ
- カリフォルニア州、アメリカ
- パラマリボ、スリナム